# Батлуков
Батлуков — хутор в Алексеевском районе Белгородской области, входит в состав Матрёногезовского сельского поселения.

## Описание
Расположен в 10 км к юго-востоку от райцентра Алексеевка.
| 1859 | 2002 | 2010 |
| ---- | ---- | ---- |
| 337  | ↘21  | ↘19  |

Улицы и переулки
| - ул. Дачная |

## История
Упоминается в Памятной книжке Воронежской губернии за 1887 год как «Ботлуковъ (Лемешкинъ) хуторъ» Матреногезевской волости Бирюченского уезда. Число жителей обоего пола — 370, число дворов — 52.

## Известные люди
- Ющенко, Павел Григорьевич (1968—1988) — погиб в Афганистане, награждён орденом Красной Звезды. Именем Павла Ющенко названа улица в г. Алексеевка.